# Das Mädchen und der General
Das Mädchen und der General (Originaltitel: La ragazza e il generale) ist ein italienisch-französischer Kriegsfilm aus dem Jahr 1967 von Pasquale Festa Campanile. Das Drehbuch stammt von Luigi Malerba. In den Hauptrollen sieht man Rod Steiger, Virna Lisi und Umberto Orsini. Seine Uraufführung erlebte das Werk im Oktober 1967 in den USA. In der Bundesrepublik Deutschland hatte es seine Premiere am 17. November 1967.

## Handlung
Im Ersten Weltkrieg macht der italienische Soldat Tarasconi auf einem der österreichisch-italienischen Kriegsschauplätze durch Zufall einen feindlichen General zu seinem Gefangenen. Tarasconi, mit einer gehörigen Portion Einfalt gesegnet, ist beileibe kein Menschenhasser oder Kriegsfanatiker, und er hätte den General auch längst laufen lassen, wenn er nicht so arm wäre. Von einem Kameraden hat er nämlich erfahren, dass es laut Dienstordnung für einen ausgelieferten General 1000 Lire gibt, für damalige Verhältnisse und für Tarasconis Verhältnisse überhaupt viel, viel Geld. Die Versuchung ist deshalb größer als das Mitgefühl, und Tarasconi will seine ganze Intelligenz darauf konzentrieren, den General durch die österreichische Kriegsfront hindurch hinter die eigenen Linien zu bringen. Dabei kommt ihm das Schicksal zu Hilfe in Gestalt der hübschen, wenn auch etwas schlampigen Ada, deren Gutmütigkeit ebenfalls die Armut in Gerissenheit umschlagen ließ.
Tarasconi und Ada beschließen, halbe-halbe zu machen. Aus diesem abenteuerlichen Zug der Drei besteht nun die eigentliche Handlung des Films. Rührend besorgt sind Tarasconi und Ada weniger um sich selbst als um den General, dem ja nichts geschehen darf, um das kostbare Kapital nicht zu gefährden. Trotz aller Standesunterschiede und Interessengegensätze wird im Laufe der Zeit aus den Dreien eine Gemeinschaft, in der jeder den anderen auf seine Weise schätzt. Und wäre alles glatt abgegangen, Ada und Tarasconi wären wahrscheinlich ein glückliches Paar mit vielen „Kühen, Möbeln und Kindern“ (so ihre eigene Aufzählung) geworden. Da aber bricht wie ein Naturereignis der tragische Schluss herein: Ada und Tarasconi werden kurz vor dem Ziel von einer Landmine zerfetzt.

## Kritik
Das Lexikon des internationalen Films bemerkt lapidar, bei dem Film handle es sich um ein „schwer verdauliches Gemisch aus Komik, Tragik und Verniedlichung des Krieges“. Zu einer ganz anderen Einschätzung gelangt der Evangelische Film-Beobachter: „Insgesamt eine gut gespielte, köstliche Schilderung der Spezies Mensch, deren umstrittenen tragischen Schluß wir für durchaus gerechtfertigt halten. Ab 16 gut möglich.“

## Weblink
- Das Mädchen und der General bei IMDb